# Kategóriaelmélet
A kategóriaelmélet az univerzális algebrához hasonlóan felfogható matematikai struktúrák általános elméleteként, ahol a struktúrák között szerepelnek csoportok, gyűrűk, modulusok és topologikus terek. Alapfogalmai a kategóriák, funktorok, és az előbbiek által definiált természetes transzformációk. A tulajdonságokat nem az elemek közötti relációkként, hanem morfizmusokkal és funktorokkal hasonlítják össze a kategóriákat és azok típusait.
Az 1940-es években a topológia egyik ágaként alakult ki. Saunders Mac Lane a Samuel Eilenberggel közös 1945-ben megjelent cikkét nevezte az első kategóriaelméleti műnek.

## Bővebben
Ez a fajta absztrakció nemcsak az alapvető, elméletet átfogó fogalmak magyarázatával foglalkozik, hanem segít az egyik matematikai elméletből a másikba módszereket és fogalmakat átvinni. Ennek egy példája az, hogy a homologikus algebra módszereit az Abel-csoportokra fejlesztették ki, majd általánosították gyűrűk fölötti modulusokra is, végül a kommutatív kategóriák elméleteként teljesítették ki.
A kategóriaelmélet az alapvető kérdésekkel is foglalkozik. A matematika klasszikus halmazelméleten alapuló felépítésével szemben alternatívát kínálnak azok a struktúrák, amelyekben a halmazok fontos tulajdonságait morfizmusokkal definiálják. Ezekből a halmazokból kategóriát alkotnak, majd még egy absztrakcióval kivonatolják őket. Ennélfogva a kategóriaelmélet alkalmazható a logikában, az elméleti informatikában és a matematikai fizikában.

## Definíciók

### Kategóriák
Legyen {\displaystyle {\mathcal {C}}} egy kategória! Ekkor {\displaystyle {\mathcal {C}}} a következőkből áll:
- Objektumok egy {\displaystyle \operatorname {Ob} ({\mathcal {C}})} osztálya
- Morfizmusok egy osztálya, ahol a morfizmus eleme a {\displaystyle \operatorname {Mor} _{\mathcal {C}}(X,Y),} halmaznak, és az objektumok összes párjára definiálva van. A morfizmusok halmazát jelölik még így is: {\displaystyle \operatorname {Hom} _{\mathcal {C}}(X,Y)}, {\displaystyle [X,Y]_{\mathcal {C}}}, {\displaystyle {\mathcal {C}}(X,Y)} vagy {\displaystyle (X,Y)_{\mathcal {C}}}. A kategória különböző morfizmusosztályai diszjunktak, tehát nem lehet olyan morfizmus, amelyik egyszerre több típusnak is tagja. Az {\displaystyle f\colon X\to Y} morfizmus forrása {\displaystyle X}, amit {\displaystyle \operatorname {dom} (f)} is jelöl; célja {\displaystyle Y}, aminek jele {\displaystyle \operatorname {cod} (f)}.
- Műveleti leképezések:

{\displaystyle \operatorname {Mor} _{\mathcal {C}}(Y,Z)\times \operatorname {Mor} _{\mathcal {C}}(X,Y)\to \operatorname {Mor} _{\mathcal {C}}(X,Z),\;(g,f)\mapsto g\circ f,}
amelyek általános értelemben asszociatívak:
{\displaystyle (h\circ g)\circ f=h\circ (g\circ f),} ahol {\displaystyle \operatorname {cod} (f)=\operatorname {dom} (g)} és {\displaystyle \operatorname {cod} (g)=\operatorname {dom} (h)}.
Néha elhagyják a {\displaystyle \circ }-t, és például {\displaystyle h\circ g} helyett {\displaystyle hg}-t írnak
- Egy identitásmorfizmus, {\displaystyle \operatorname {id} _{X}\colon X\to X}, ami minden objektumhoz önmagát rendeli. Ez az {\displaystyle X} forrású és célú morfizmusok neutrális eleme a kompozícióra. Azaz {\displaystyle \operatorname {id} _{X}\circ f=f}, hogyha {\displaystyle \operatorname {cod} (f)=X}, és {\displaystyle f\circ \operatorname {id} _{X}=f}, ha {\displaystyle \operatorname {dom} (f)=X}. Az {\displaystyle \operatorname {id} _{X}} jelölés helyett {\displaystyle 1_{X}} is használatos.

#### Részkategória
A {\displaystyle {\mathcal {D}}} kategória részkategóriája a {\displaystyle {\mathcal {C}}} kategóriának, ha {\displaystyle \operatorname {Ob} ({\mathcal {D}})} részosztálya {\displaystyle \operatorname {Ob} ({\mathcal {C}})}-nek, és minden {\displaystyle D}-beli {\displaystyle X} és {\displaystyle Y} objektumpár {\displaystyle \operatorname {Mor} _{\mathcal {D}}(X,Y)} morfizmushalmaza része a {\displaystyle \operatorname {Mor} _{\mathcal {C}}(X,Y)}-nak. Ha mindegyik ilyen párra {\displaystyle \operatorname {Mor} _{\mathcal {D}}(X,Y)=\operatorname {Mor} _{\mathcal {C}}(X,Y)}, akkor a {\displaystyle {\mathcal {D}}} részkategória teljes. Egy teljes részkategória egyértelműen megadható tartóhalmazával.

#### Duális kategória
A {\displaystyle {\mathcal {C}}} kategória duális kategóriája a {\displaystyle {\mathcal {C}}^{\mathrm {op} }} kategória, ha {\displaystyle \operatorname {Ob} ({\mathcal {C}}^{\mathrm {op} })=\operatorname {Ob} ({\mathcal {C}})} és
{\displaystyle \operatorname {Mor} _{{\mathcal {C}}^{\mathrm {op} }}(X,Y)=\operatorname {Mor} _{\mathcal {C}}(Y,X)}.
Az identitásmorfizmus és a leképező műveletek megegyeznek a {\displaystyle {\mathcal {C}}}-beliekkel. Szemléletesen, {\displaystyle {\mathcal {C}}^{\mathrm {op} }}-ban a morfizmusok a másik irányba mennek. A {\displaystyle ({\mathcal {C}}^{\mathrm {op} })^{\mathrm {op} }} kategória megegyezik {\displaystyle {\mathcal {C}}}-vel.

#### Szorzatkategória
A {\displaystyle {\mathcal {C}}} és {\displaystyle {\mathcal {D}}} kategóriák szorzata az a {\displaystyle {\mathcal {C}}\times {\mathcal {D}}} kategória, amelynek objektumai éppen az {\displaystyle (X,Y)} párok, ahol {\displaystyle X\in \operatorname {Ob} ({\mathcal {C}})} és {\displaystyle Y\in \operatorname {Ob} ({\mathcal {D}})}, morfizmusai:
{\displaystyle \operatorname {Mor} _{{\mathcal {C}}\times {\mathcal {D}}}{\bigl (}(X,Y),(X',Y'){\bigr )}=\operatorname {Mor} _{\mathcal {C}}(X,X')\times \operatorname {Mor} _{\mathcal {D}}(Y,Y')}.
A morfizmusok kompozíciója komponensenként végezhető, így {\displaystyle (f,g)\circ (f',g')=(f\circ f',g\circ g')}, és {\displaystyle \operatorname {id} _{(X,Y)}=(\operatorname {id} _{X},\operatorname {id} _{Y})}.

### Funktorok
Egy kovariáns funktor egy kategóriák közötti homomorfia. Egy {\displaystyle {\mathcal {C}}} kategóriát a {\displaystyle {\mathcal {D}}} kategóriába vivő {\displaystyle F} funktor adatai a következők:
- az {\displaystyle F\colon \operatorname {Ob} ({\mathcal {C}})\to \operatorname {Ob} ({\mathcal {D}})} hozzárendelés
- az {\displaystyle F\colon \operatorname {Mor} _{\mathcal {C}}(X,Y)\to \operatorname {Mor} _{\mathcal {D}}(F(X),F(Y))} leképezések minden {\displaystyle {\mathcal {C}}}-beli {\displaystyle X}, {\displaystyle Y} elempárra
- jól illeszkedik a kompozíciókhoz, azaz {\displaystyle F(f\circ g)=F(f)\circ F(g)}
- tartalmazzák az identitásmorfizmust: {\displaystyle F(\operatorname {id} _{X})=\operatorname {id} _{F(X)}}

Egy kontravariáns funktor, vagy kofunktor {\displaystyle {\mathcal {C}}}-ből {\displaystyle {\mathcal {D}}}-be egy {\displaystyle {\mathcal {C}}^{\operatorname {op} }\to {\mathcal {D}}} funktor. Leírása, mint a kovariáns funktoré, a következők kivételével:
- a morfizmushalmazok leképezései {\displaystyle \operatorname {Mor} _{\mathcal {C}}(X,Y)}-ből {\displaystyle \operatorname {Mor} _{\mathcal {D}}(F(Y),F(X))}-be mennek
- a jól illeszkedés ezt jelenti: {\displaystyle F(f\circ g)=F(g)\circ F(f)}

Egy kategóriát önmagába vivő funktor az adott kategória endofunktora.
Ha {\displaystyle {\mathcal {C}},{\mathcal {D}},{\mathcal {E}}} kategóriák, és {\displaystyle F\colon {\mathcal {C}}\to {\mathcal {D}}} úgy, hogy {\displaystyle G\colon {\mathcal {D}}\to {\mathcal {E}}} ko- vagy kontravariáns funktorok, akkor a {\displaystyle GF} kompozíció {\displaystyle {\mathcal {C}}\to {\mathcal {E}}} is funktor, ami definiálható így:
{\displaystyle (G\circ F)(X)=G(F(X)),\quad (G\circ F)(f)=G(F(f))}
{\displaystyle X} objektumokra és {\displaystyle f} morfizmusokra. A {\displaystyle GF} funktor pontosan akkor kovariáns, ha {\displaystyle F} és {\displaystyle G} is ko- vagy kontravariáns, különben kontravariáns.

### Természetes leképezések
A természetes leképezések a párhuzamos funktorok leképezései. A leképezés két funktorból, itt {\displaystyle F}-ből és {\displaystyle G}-ből indul ki, amelyek ugyanabból a {\displaystyle {\mathcal {C}}} kategóriából ugyanabba a {\displaystyle {\mathcal {D}}} kategóriába mennek. {\displaystyle F} egy természetes {\displaystyle t} transzformációja {\displaystyle G}-be tartalmaz {\displaystyle {\mathcal {C}}} minden objektumra komponensként tartalmaz egy {\displaystyle t_{X}\colon F(X)\to G(X)} morfizmust. Ezzel az {\displaystyle f\colon X\to Y} morfizmussal {\displaystyle {\mathcal {C}}} objektumai között ennek a diagramnak kommutatívnak kell lennie:
{\displaystyle {\begin{array}{rcl}F(X)&{\xrightarrow[{}]{F(f)}}&F(Y)\\t_{X}\!\downarrow &&\downarrow \!t_{Y}\\G(X)&{\xrightarrow[{G(f)}]{}}&G(Y)\\\end{array}}}
Képlettel: {\displaystyle t_{Y}\circ F(f)=G(f)\circ t_{X}}.
Az {\displaystyle F} és {\displaystyle G} {\displaystyle {\mathcal {C}}}-ből {\displaystyle {\mathcal {D}}}-be menő funktorok természetesen ekvivalensek, ha vannak természetes {\displaystyle t\colon F\to G} és {\displaystyle u\colon G\to F} transzformációk, amelyekre {\displaystyle tu} és {\displaystyle ut} identitás. Másként: a természetes ekvivalencia izomorfia a funktorok kategóriájában. Egy {\displaystyle t} természetes leképezés pontosan akkor természetes ekvivalencia, ha minden komponense izomorfia.
Az {\displaystyle F\colon {\mathcal {C}}\to {\mathcal {D}}} funktor kategóriaekvivalencia, ha van egy {\displaystyle G\colon {\mathcal {D}}\to {\mathcal {C}}} funktor, hogy {\displaystyle FG} és {\displaystyle GF} rendre természetesen ekvivalens {\displaystyle {\mathcal {D}}}, illetve {\displaystyle {\mathcal {C}}} identitásával. Megmutatható, hogy a kategóriaekvivalenciák teljesen hűek, és lényegében szürjektívek.

## Példák

### Kategóriák
A szakirodalomban nincsenek egységes jelölések a különféle kategóriák számára. A kategória leírását gyakran zárójelbe teszik.
- A Set kategória a halmazok kategóriája. A kategória az {\displaystyle \operatorname {Ob} (\mathbf {Set} )} összes halmaz osztálya, ellátva az összes {\displaystyle X}-ből {\displaystyle Y}-ba menő leképezéssel, mint morfizmussal, azaz {\displaystyle \operatorname {Mor} _{\mathbf {Set} }(X,Y)=Y^{X}.} A morfizmusok közötti művelet a kompozíció.
- A PoSet vagy Pos kategória objektumai a részben rendezett halmazok, morfizmusai a monoton leképezések.
- A Top kategória objektumai a topologikus terek, morfizmusai a folytonos leképezések. Ennek teljes kategóriája a KHaus kompakt Hausdorff-terek kategóriája.
- A Grp avagy Gr a csoportok kategóriája, és morfizmusai a csoporthomomorfizmusok. Ennek teljes alkategóriája az Abel-csoportok AbGrp vagy Ab kategóriája.
- Az NLinSp kategória a normált lineáris terek kategóriája a folytonos (korlátos) lineáris leképezésekkel, mint morfizmusokkal. Részkategóriát alkotnak például a Banach-terek a folytonos lineáris leképezésekkel (BanSp1 kategória), vagy folytonos normaredukált leképezésekkel (BanSp2 kategória), vagy az egységelemes kommutatív komplex Banach-algebrák a normaredukált algebrahomomorfizmusokkal.
- A Cat vagy Kat a kis kategóriák kategóriája. Egy kategória akkor kicsi, ha morfizmusainak osztálya halmaz. Az objektumok a kis kategóriák, a morfizmusok a funktorok. A kis kategóriákra vonatkozó korlátozásnak halmazelméleti okai vannak.
- Egy halmaz az {\displaystyle (X,\leq )} részben rendezéssel meghatároz egy kategóriát: az objektumok a halmaz elemei, az elempárok {\displaystyle \operatorname {Mor} (a,b)} morfizmusai akkor tartalmaznak egy elemet, ha {\displaystyle a\leq b}, különben üresek.
- Ha az {\displaystyle X} halmaz üres, akkor egy objektumok ér morfizmusok nélküli kategóriát határoz meg. Ez a {\displaystyle \mathbf {0} } kezdeti, vagy üres kategória.
- Ha {\displaystyle X} egy elemű, akkor az {\displaystyle \mathbf {1} } végső kategória keletkezik, ami egy objektumból és ennek identitásmorfizmusából áll.
- Ha {\displaystyle {\mathcal {C}}} és {\displaystyle {\mathcal {D}}} kategóriák, akkor a {\displaystyle \operatorname {Mor} ({\mathcal {C}},{\mathcal {D}})} funktorkategória objektumai a {\displaystyle {\mathcal {C}}}-ből {\displaystyle {\mathcal {D}}}-be menő funktorok, morfizmusai a természetes transzformációk.
- Ha {\displaystyle {\mathcal {C}}} kategória, és {\displaystyle S} eleme {\displaystyle {\mathcal {C}}}-nek, akkor az {\displaystyle S} fölötti {\displaystyle {\mathcal {C}}/S} kategória így definiálható: {\displaystyle {\mathcal {C}}/S} objektumai {\displaystyle {\mathcal {C}}} {\displaystyle S} célú morfizmusai, és {\displaystyle {\mathcal {C}}/S} morfizmusai {\displaystyle {\mathcal {C}}}-nek azok a morfizmusai, amelyek struktúrahomomorfizmussal {\displaystyle S}-be vihetők. Azaz {\displaystyle f\colon X\to S} és {\displaystyle g\colon Y\to S} {\displaystyle {\mathcal {C}}/S} objektumai, így az {\displaystyle (X,f)}-ből {\displaystyle (Y,g)}-be menő {\displaystyle h} morfizmusok {\displaystyle {\mathcal {C}}/S}-ban azok a morfizmusok, amelyekre {\displaystyle gh=f} teljesül.
- Megfordítva, legyen * rögzített egy pontos topologikus tér; ekkor a * alatti topologikus terek kategóriája izomorf a Top* pontozott topologikus terek kategóriájával.

A legtöbb fenti kategória olyan, vagy reprezentálható úgy, hogy objektumai műveletekkel ellátott halmazok legyenek, morfizmusai az ezek szerkezetére illeszkedő homomorfizmusok, és a morfizmusok közötti művelet a kompozíció. Az ilyen kategóriák konkrétok. A konkretizálható kategóriák azok, amelyek ekvivalensek egy konkrét kategóriával. De vannak más, nem konkretizálható kategóriák is:
- A HoTop avagy hTop objektumai topologikus terek, morfizmusai a folytonos leképezések homotópiaosztályai.
- A kis kategóriák kategóriája a funktorok természetes ekvivalenciaosztályaival, mint morfizmusokkal.

### Funktorok
A funktorokat többnyire az objektumok hozzárendelésével adják meg, ha a morfizmushalmazok leképezései azokból könnyen levezethetők.
- A C kategória egy T objektumára az

X {\displaystyle \mapsto } MorC(T,X)
hozzárendelés (kovariáns) C → Set. funktor. Az
X {\displaystyle \mapsto } MorC(X,T)
funktor kontravariáns. Lásd még: Hom-funktor.
- Legyen {\displaystyle K} test, és {\displaystyle \mathrm {Vekt} _{K}} a {\displaystyle K} fölötti vektorterek kategóriája a {\displaystyle K}-lineáris leképezésekkel, mint morphizmusokkal. Legyen egy

kontravariáns funktor így definiálva:
{\displaystyle D\colon \mathrm {Vekt} _{K}\to \mathrm {Vekt} _{K}} ahol:
- egy {\displaystyle V} objektum {\displaystyle D(V)=V^{*}=\mathrm {Hom} _{K}(V,K)} {\displaystyle V} duális tere
- egy {\displaystyle f\colon V\to W} lineáris leképezésre

{\displaystyle D(f)\colon W^{*}\to V^{*},\quad \lambda \mapsto \lambda \circ f.}
Könnyen belátható, hogy {\displaystyle D(f\circ g)=D(g)\circ D(f)} és {\displaystyle D(\mathrm {id} _{V})=\mathrm {id} _{V^{*}}}.
- Gm: (gyűrűk) → (csoportok): az egységelemes gyűrűkhöz az egységelemüket rendeli. Általában: GLn: (gyűrűk) → (csoportok): a gyűrűkhöz az általános lineáris csoportot rendeli, vagyis az invertálható n×n-es mátrixok csoportját.
- A fundamentális csoport egy Top → Grp funktor; a magasabb homotópiák és a homológiacsoportok Top → Ab funktorok; a kohomológiacsoportok Top → Ab kontravariáns funktorok.
- A részben rendezett halmazok által meghatározott kategóriák funktorai éppen a monoton függvények.
- Felejtő funktorok: Nyilván léteznek Ab → Set, Ab → Grp, Top → Set és más hasonló funktorok, amelyek egyszerűen elfelejtik egy struktúra egy részét, például az Abel-csoportokhoz a csoportot, de a kommutativitás, mint információ nélkül, vagy a tartóhalmazt rendelik műveletek nélkül; hasonlóan, egy topologikus térhez a tartóhalmazát rendelik, és így tovább.
- Szabad konstrukciók, például a szabad Abel-csoportok: Minden {\displaystyle S} halmazhoz hozzárendelhetjük az {\displaystyle F(S):=\{a\colon S\to \mathbb {Z} ~|~a(s)\neq 0~{\text{legfeljebb véges sok}}~s\in S\}} Abel-csoportot pontonkénti összeadással. A leképezések nyilvánvaló {\displaystyle F(f)\colon a\mapsto t\mapsto \sum _{s\in f^{-1}(t)}a(s)} hozzárendeléseivel adódik egy Set-ből Ab-be menő funktor. Ekkor fennáll egy {\displaystyle \operatorname {Mor} _{Set}(S,V(A))\cong \operatorname {Mor} _{Ab}(F(S),A)} kanonikus izomorfia, ahol V felejtő funktor. Azt mondjuk, hogy F a V-hez (bal)adjungált funktor.

Sok felejtő funktorhoz léteznek hasonló konstrukciók.

### Természetes transzformációk
- A továbbiakban a duális tér funktorainak szakaszában használt jelöléseket használjuk újra. Egy V vektortér

{\displaystyle \tau _{V}\colon V\to V^{**},\quad v\mapsto (\lambda \mapsto \lambda (v))}
leképezései a biduális terébe természetes transzformációk:
{\displaystyle \tau \colon \mathrm {id} _{\mathrm {Vekt} _{K}}\to D\circ D.}
A véges dimenziós vektorterek teljes részkategóriáján {\displaystyle \tau } természetes ekvivalencia.
- det: GLn → Gm: Egy R gyűrűre a detR GLn(R) → R× csoporthomomorfia.
- A Hurewicz-leképezés:

{\displaystyle \pi _{k}(X)\to H_{k}(X,\mathbb {Z} )}
- Kohomlógiában a cupszorzat.
- Egy csoport Abelizációja:

{\displaystyle G\to G^{\mathrm {a} b}:=G/[G,G]}

## Yoneda-lemma és általános konstrukciók
Az univerzális konstrukciók egyszerű fogalmakat visznek át a halmazok kategóriájából más kategóriákba.
Legyen C kategória. Az
{\displaystyle h\colon C\to \mathbf {Mor} (C^{\mathrm {op} },\mathbf {Set} ),}
funktor, ami egy X objektumhoz az
{\displaystyle h_{X}\colon T\mapsto \mathrm {Mor} _{C}(T,X)}
funktort rendeli, teljesen hű. Általában, a C X objektumaira és Mor(Cop,Set) F funktoraira:
{\displaystyle \mathrm {Mor} _{\mathbf {Mor} (C^{\mathrm {op} },\mathbf {Set} )}(h_{X},F)=F(X)}.
A fenti Yoneda-lemma lehetővé teszi a szerkezeti transzfert, vagyis a halmazok kategóriájának tulajdonságainak általánosítását. Például a Descartes-szorzat: az Xi objektumok Descartes-szorzata P, hogyha h(P) objektumonként megegyezik a h(Xi)-k szorzatával, vagyis:
{\displaystyle \mathrm {Mor} (T,P)\cong \prod \mathrm {Mor} (T,X_{i})}
ahol {\displaystyle \cong } a T-beli funktorok természetes ekvivalenciája. Ennek a természetes ekvivalenciának T = P esetén idP-nek kell lennie, és hasonlóan a pri morfizmusokra: P → Xi. Ekkor a Yoneda-lemma szerint P kanonikus izomorfia erejéig egyértelmű: ha Mor(_,P) és Mor(_,Q) t szerint természetesen ekvivalens funktorok, akkor P és Q izomorfiáját tP(idP) biztosítja.
Ez a kategóriaszorzat univerzális a következő értelemben: adott fi: T → Xi leképezések megjelennek az pri: P → Xi univerzális leképezésben, tehát létezik egy c: T → P leképezés, hogy T → P, így fi = pri c.
Sőt, az így kapott konstrukcióknak képezhető a duálisa is, amit többnyire ko előtag jelöl. Ezek a duális kategóriákra alkalmazott ugyanilyen konstrukciók. Így például C kategória Xi objektumainak koszorzata ugyanaz, mint C duálisában az Xi elemek duálisainak szorzata.
Hasonlóan vihetők át tulajdonságok is: ha például az X → Y morfizmus monomorfizmus, ha h(X) → h(Y) objektumonként injektív.
Speciális általános konstrukciók:
- Szorzat és koszorzat
- Kezdeti objektumok és végobjektumok
- differenciamag és differenciakomag
- általános limeszek és kolimeszek
- injektív és projektív objektumok
- adjungált funktorok

## Fordítás
- Ez a szócikk részben vagy egészben  a   Kategorientheorie című német Wikipédia-szócikk fordításán alapul.  Az eredeti cikk szerkesztőit annak laptörténete sorolja fel. Ez a jelzés csupán a megfogalmazás eredetét és a szerzői jogokat jelzi, nem szolgál a cikkben szereplő információk forrásmegjelöléseként.